# Нора Нова
Ахинора Константинова Куманова (болг. Ахинора Константинова Куманова; 8 мая 1928, София, Третье Болгарское царство — 9 февраля 2022) — немецкая поп-певица болгарского происхождения, выступавшая под псевдонимом Нора Нова. Она известна тем, что представила Западную Германию на конкурсе песни Евровидение 1964 года.

## Биография
Ахинора родилась 8 мая 1928 года в семье дипломата и оперной певицы. Часть своего детства Ахинора провела в Берлине, где её отец был послом во времена царя Бориса III. В раннем детстве погибла её мать.
Во время Второй Мировой войны её отец и сестра вернулись в Болгарию. Вскоре, в период нахождения у власти коммунистов, её дядя был приговрён к смертной казни народным судом, а её отец дважды оказывался в лагере в Белене.

### 50-е
Впоследствии Ахинора воспринималась как «вражеский элемент» из-за своего участия в оркестре «Джаз оптимистов». В этот период она повстречалась с такими музыкантами, как Леа Иванова и Сашо Сладура.
Во время Венгерского восстания, Ахинора просидела некоторое время в тюрьме, а затем была принудительно разведена со своим первым мужем, Паскалем.

### Уход из Болгарии
Ей удалось покинуть Болгарию в 1960 году после фиктивного брака с немцем из ГДР, который полюбил её на концерте и предложил покинуть страну. Впоследствии оба уехали из Болгарии в Западную Германию, где некоторое время находились в лагере беженцев.

## Карьера
Благодаря хорошему немецкому языку в 1960 году Ахинора подписала контракт со звукозаписывающей компанией Electrola. Во время сотрудничества с ней она выпустила первые шесть синглов, а затем, с помощью другой компании — Ariola, были выпущены остальные. Продюсером компании является знаменитый Нильс Нобах, который в то время работал с такими артистами, как Марлен Дитрих, Далида, Нана Мускури и Жильбер Беко. Нильс дал идею художественного прозвища «Нора Нова» (от АхиНОРА КумаНОВА).

### Популярность
В 1961 году Нора заняла четвёртое место на немецком фестивале «Шлягер-фестиваль» с песней «Du bist so lieb, wenn du lächelst, Cherie». Нора получила золотую табличку за 1 миллион продаж песни «Nora (Telefon aus St. Tropez)». В 1963 году болгарка заняла 20-е место в западногерманском чарте с песней «Männer gibt's wie Sand am Meer».
В 1964 году Нора участвовала в национальном отборе на конкурс песни Евровидение 1964 года от Западной Германии. С результатом в 38 баллов исполнительница победила отбор. 21 марта 1964 года на конкурсе Нора выступила девятой, исполнив песню «Man gewöhnt sich so schnell an das Schöne». Однако исполнительница не набрала ни одного балла, заняв последнее место вместе с тремя другими представителями (из Португалии, Югославии и Швейцарии). Несмотря на неудачу, Нора стала первой болгаркой на конкурсе. Её песня имеет самое длинное название в истории конкурса. После Евровидения, Нора записала французскую версию песни.
Скоро Нора приняла участие в телешоу итальянского радио RAI Radio Televisione Italiana, где исполнила песню «Tombola-lola».
В 1982 году Нора снялась в немецком сериале Schwarz Rot Gold.

### Последующие годы
После третьего развода она переехала в Мюнхен, где развивала свой модный бизнес. На пике успеха она владела шестью бутиками. Позже она открыла бистро под названием «Casa-Nova» и за несколько лет до своего возвращения в Болгарию занималась антиквариатом и мебелью.

### Возвращение в Болгарию
Нора вернулась в Болгарию после демократических перемен в 1989 году. Как и в Мюнхене, она открыла магазин модных бутиков в Софии. В 2001 году она стала одним из основателей политической партии НДСВ во главе с бывшим болгарским царем Симеоном II. Она объяснила это действиями своих монархических убеждений (которые, как она утверждает, послужили причиной ее ухода из Болгарии во время коммунистического правления) и своей верой в личную неприкосновенность царя Симеона, которого она называет «царем» и описывает его, как человека с уникальной аурой.

## Смерть
Скончалась 9 февраля 2022 года в возрасте 93 лет.

## Дискография

### Синглы из Electrola
- Die große Chance / Ich bleib bei dir (#21735), 1960
- Ti-Pi-Tin / Du bist so lieb, wenn du lächelst (#21803), 1960
- Wolken, Wellen und Wind / Siesta (#21916), 1961

### Синглы из Ariola
- Che vera / Am weißen Strand von Santorin (#45222), 1961
- Tombola-Lola / Eine falsche Perlenschnur (#45330), 1961
- Männer gibt’s wie Sand am Meer / Nora (Telefon aus St. Tropez) (#45444), 1962
- Ich bin kein Engel — Ich bin ein Biest / Jose-Jose (#10174), 1963
- Immer, immer auf die alte Tour / Dreh Dich nicht um nach anderen Frau’n (#10346), 1963
- Man gewöhnt sich so schnell an das Schöne / Schöne Männer haben’s schwer (#10588), 1964
- Mit Gefühlen darf man nicht spielen / Papagallo (#18246), 1965